# Kis-My-Ftに逢えるde Show 2022 in DOME
『Kis-My-Ftに逢えるde Show 2022 in DOME』は、Kis-My-Ft2のライブDVD/Blu-ray。2023年3月1日にMENT RECORDINGから発売された。

## 概要
2022年5月21日から8月11日にかけて開催された、デビュー10周年を記念した3年ぶりの5大ドームツアー「Kis-My-Ftに逢えるde Show 2022 in DOME」から、7月4日の東京ドーム公演の模様を収録（初回盤Bのみ特典映像として8月11日の福岡PayPayドーム公演も一部収録）。
2023年8月31日を以てメンバーの北山宏光がグループ脱退し、ジャニーズ事務所退所したため、7人体制では最後のライブツアーとなった。
初回盤A/B、通常盤の3形態（それぞれDVDとBlu-rayの2種類存在）で発売。

## 収録内容

### 本編映像
※Blu-rayではDisc 1にまとめて収録。

#### Disc 1
1. Re:
2. A10TION
3. Everybody Go
4. WANNA BEEEE!!!
5. SHE! HER! HER!
6. Kis-My-Calling!
7. Fear
8. One Kiss
9. NAKED
10. Break The Chains
11. HANDS UP
12. ENDLESS SUMMER
13. キミとのキセキ
14. MC
15. Two as One
16. COOL DON'T LIE - IMPACTors
17. #1 Girl
18. Tell me why
19. My Love
20. Luv Bias
21. Another Future
22. FIRE BEAT
23. Hair
24. 祈り
25. ETERNAL MIND
26. Remix Medley
  1. I Scream Night
  2. Kiss魂
  3. アイノビート -Dance ver.-
  4. PICK IT UP
  5. FIRE!!! - 北山宏光・藤ヶ谷太輔
  6. Double Up - 二階堂高嗣・千賀健永
  7. ConneXion - 藤ヶ谷太輔・千賀健永・横尾渉
  8. てぃーてぃーてぃーてれって てれてぃてぃてぃ 〜だれのケツ〜 - 舞祭組
  9. BE LOVE - 玉森裕太・宮田俊哉
  10. AAO
  11. キ・ス・ウ・マ・イ 〜KISS YOUR MIND〜
  12. I Scream Night
27. 足音

#### Disc 2
[ENCORE]
1. TRY AGAIN
2. Thank youじゃん!
3. Good-bye, Thank you

### 特典映像

#### 初回盤A
※Blu-rayではDisc 2にまとめて収録。

##### Disc 2
1. DOME TOUR DOCUMENTARY FILM 2022

##### Disc 3
1. DOME TOUR MC集

#### 初回盤B
※Blu-rayではDisc 2にまとめて収録。

##### Disc 2
1. TOUR FINALセレクト
  1. 足音
  2. 負けないで
  3. リボン
2. オフショットムービー

##### Disc 3
1. DOME TOUR セレクト場面集
2. 【KIS-MY-VLOG】from アリーナツアー
  - シングル「Two as One」のシリアル特典として公開された映像に未公開部分を加え収録したもの。

#### 通常盤「マルチアングル映像」
※DVDではDisc 3、Blu-rayではDisc 2に収録。
1. Re:
2. Fear
3. Luv Bias
4. 祈り
5. FIRE BEAT